# Marilyn (2018)
Marilyn ist ein argentinisch-chilenisches Coming-of-Age-Drama aus dem Jahr 2018 und handelt vom 18-jährigen Marcos, dessen transsexueller Rollenkonflikt mit den rigiden und heteronormativen Geschlechterrollen der argentinischen Provinz immer wieder in Konflikt gerät und auf eine Katastrophe zusteuern lässt. Es ist das Erstlingswerk des argentinischen Regisseurs Martín Rodríguez Redondo und beruht auf der wahren Geschichte der Transfrau Marilyn Bernasconi (geboren als Marcelo Bernasconi).

## Handlung
Der schüchterne Marcos lebt mit seinen Eltern Carlos und Olga und seinem älteren Bruder auf einer gepachteten Farm im ländlichen Argentinien. Die alltäglichen landwirtschaftlichen Aufgaben erledigt er widerwillig und wird als Weichei von Familie und Nachbarn angesehen; extra für ihn initiierten Männlichkeitsritualen verweigert er sich. Lieber hilft er seiner Mutter bei der Auswahl und beim Anpassen von Kleidern. Im Geheimen näht er für sich Frauenkleider, stiehlt Schmuck und tritt beim heimischen Karneval verkleidet als sein weibliches Alter Ego Marilyn auf. Marilyn tanzt mit Facundo, dem Sohn des Verpächters, der sie als Marcos erkennt und auf dem Heimweg abpasst, erniedrigt und vergewaltigt. Olga entdeckt am nächsten Morgen die nächtlichen Aktivitäten ihres Sohnes, verurteilt ihn dafür und entsorgt alle weiblichen Kleidungsstücke.
Nach dem plötzlichen Tod von Carlos steigt der existenzielle Druck auf die Familie. Olga möchte die Farm verlassen und die Familie besichtigt eine Neubausiedlung in der Nähe. Dort lernt Marcos Federico kennen, der in einem kleinen Laden arbeitet; sie beginnen eine Beziehung. Bei Federicos Familie erlebt Marcos Akzeptanz und Wärme. Als er Federico seiner Familie vorstellt, reagiert diese ablehnend. Olga entdeckt die körperliche Anziehung zwischen den beiden und versucht, die Beziehung zu unterbinden. Am nächsten Morgen erwacht Marcos früh und erschießt seinen Bruder und seine Mutter im Schlaf.

## Produktion
Der Film feierte seine Premiere auf der 68. Berlinale im Februar 2018. Im deutschsprachigen Raum wurde der Film am 16. August 2019 auf DVD im Originalton mit deutschen Untertiteln veröffentlicht. Der deutsche Vertrieb erfolgt durch Pro-Fun Media GmbH. Der internationale Vertrieb erfolgt durch Film Factory Entertainment.
In einem Interview im Rahmen des 32. Teddy-Awards äußerte der Regisseur Martín Rodríguez Redondo, dass die größte Herausforderung für ihn darin bestand, den Film mit geringen finanziellen Mitteln in kurzer Zeit abzudrehen. Der dem Film zugrunde liegende Fall von Marilyn/Marcelo Bernasconi aus dem Jahr 2009 sei wegen seiner Gewalt eine Ausnahme, jedoch die alltägliche Diskriminierung der LGBTQ-Gemeinschaft in Argentinien sehr verbreitet. Normalerweise seien LGBTQ-Personen Opfer, in diesem speziellen Fall wurde das Opfer jedoch auch zum Täter. Für seine Recherchen zum Film habe der Regisseur Kontakt mit der zu dieser Zeit im Gefängnis sitzenden Marilyn Bernasconi gehabt, als auch Zugriff auf ihr intimes Tagebuch, in dem sie sowohl das Verbrechen als auch ihre Gefühle beschreibe, als „nicht-normal“ zu gelten.
Der Hauptdarsteller Walter Rodríguez habe von sich aus persönliche Freiheit und eine gewisse authentische Körperwahrnehmung mitgebracht, die sich in hohem Maße mit den Charakterzügen der Figur von Marcos gedeckt hat.
In machistisch geprägten Gesellschaften wie der Argentinischen sei die Kleidung sehr wichtig: wenige Leute definierten, was männlich und was weiblich sei, es gäbe dabei nur Schwarz oder Weiß, keine Graustufen. Allein in Zeiten des Karnevals seien diese strengen Regeln aufgehoben und LGBTQ-Menschen dürften sich frei ausleben. Redondo merkt an, dass oft Frauen – wie auch in diesem Fall die Mutter – zum Erhalt des Patriarchats beitragen, wohingegen der Vater liberaler auftritt. Gleichzeitig sehe er auch die sozio-ökonomischen Umstände als wichtige Handlungsindikatoren: die Reaktion der Mutter nach Entdeckung der weiblichen Seite des Sohnes bewirke eine Demütigung, sei’s durch die Kompensation eines fehlenden, starken, männlichen Unterstützers oder durch die Angst vor dem, was ihrem offen schwulen Sohn zustoßen könnte. Die Unterdrückung seitens der Mutter werde bedingt durch die Unterdrückung des Pächters, der darauf pocht, dass die Familie funktioniert und ihre Pacht zahlt.
Zur bildlichen Umsetzung sagte Redondo, dass er bewusst die Sprache der Bilder dem gesprochenen Wort vorgezogen habe. Dies entspreche auch dem Charakter der Hauptfigur, die ihre Gefühle für sich behält und nicht nach außen trägt. Die Stille erzeuge eine spezielle Spannung, mit der er arbeiten wollte. Außerdem sollte die Handlung durch den Einsatz von Musik nicht unnötig dramatisiert werden.

## Kritik
Für Jay Weissberg von Variety ist der Film nicht nur Transgender-Coming-of-Age-Geschichte, sondern genauso ein Abbild des ländlichen Argentiniens: Die hart arbeitende Familie möchte dem Sohn eine bessere Ausbildung ermöglichen; Zeit für Nonkonformität bleibt dabei nicht. Da der Film auf wahren Ereignissen beruht, würde das Publikum eine Tragödie erwarten. Jedoch schaffe es der Regisseur, das Publikum durch die klare und sachliche Bildsprache in einem Zustand von hoffnungsvollem Optimismus zu wiegen: der der Region immanenten scheinenden Unterdrückung werden glückliche Strömungen mit der Verheißung emotionaler Erfüllung entgegengesetzt.
Für die Berlinale zeichnet der Film in kraftvollen Bildern, die große Ruhe ausstrahlen und meist ohne Musik auskommen, den Prozess einer vorerst unterdrückten Selbstfindung. „Kontemplativ sind die Bilder, geradlinig ihr Fluss, überraschend ist der Lauf der scheinbar vorherbestimmten Ereignisse.“
Der Film erhielt bei Rotten Tomatoes von 83 % der Kritiker eine positive Bewertung.

## Festivals und Auszeichnungen
Bei seiner Premiere auf der Berlinale im Jahr 2018 war der Film nominiert in der Kategorie Bester Erstlingsfilm und lief mit im Rennen um den 32. Teddy Award.